# Иаков (Милчевский)
Епископ Иаков (макед. Епископ Јаков, в миру Мирослав Милчевский, макед. Мирослав Милчевски; 23 ноября 1983, Куманово) — епископ Македонской православной церкви, епископ Стобийский, викарий Струмицкой митрополии.

## Биография
В 2004 году поступил послушником в Монастырь Струмица. В 2005 году митрополитом Струмишским Наумом (Илиевским) в Монастыре Водоча был пострижен в монашество.
В 2010 году назначен настоятелем монастырского братства в монастыре святого Антония и святого Георгия в Новом Селе. В 2017 году был возведён в сан архимандрита в храме святого Григория Паламы и святого Димитрия Солунского в Струмице.
В 2018 году окончил Богословский факультет Университета Святых Кирилла и Мефодия в Скопье.
29 сентября 2018 года был избран викарием Струмицкой митрополии с титулом «Полянский».
24 ноября 2018 года во церкви Святых пятнадцати Тивериопольских священномучеников в Струмице состоялось его наречение во епископа, которое возглавил архиепископ Охридский и Македонский Стефан (Веляновский).
25 ноября 2018 года в кафоликоне Монастыря Водоча был рукоположен во епископа Полянского, викария Струмицкой епархии. Хиротонию совершили: архиепископ Охридским и Македонским Стефан (Веляновский), митрополит Преспанско-Пелагониский Петр (Каревский), митрополит Дебарско-Кичевский и Плаошский Тимофей (Йовановский), митрополит Струмицкий Наум (Илиевский), митрополитот Повардарский Агафангел (Станковский), митрополит Европейский Пимен (Илиевский), митрополит Брегалничский Иларион (Серафимовский), митрополит Тетовско-Гостиварский Иосиф (Тодоровский), митрополит Кумановско-Осоговский Иосиф (Пейовский) и епископот Хераклейский Климент (Божиновский). После поставления становится тринадцатым членом Священного синода МПЦ.
Позднее, в феврале 2019 года, его титул был изменён на «Стобийский».